# G. K. 체스터턴
길버트 키스 체스터턴(Gilbert Keith Chesterton, 1874년 5월 29일 ~ 1936년 6월 14일)은 20세기의 가장 영향력있는 영국 작가 중 하나다. 그는 다양한 저널리즘, 철학, 시집, 전기, 로마 가톨릭교회 작가, 판타지와 탐정소설 등을 다작했다. 재기발랄하고 독창적인 역설들을 잘 사용함으로써 '역설의 대가'라는 칭호를 얻었으며, 호탕한 성격과 육중한 체구의 소유자로도 유명하다.

## 경력
세인트폴 스쿨에 다닌 뒤 슬레이드 스쿨에서 미술을, 런던의 유니버시티 칼리지에서 문학을 공부했다. 다양한 분야에 많은 저술을 남긴 그의 작품들을 크게 분류하면 다음과 같다.

### 사회비평
첫 번째 부류는 대개 신문·잡지에 발표한 방대한 양의 사회비평인데, 이 글들은 〈피고〉(1901)·〈12가지 유형〉(1903)·〈이단자들〉(1905)로 엮어져 나왔다. 여기서 그는 보어 전쟁에 대해 보어인들을 지지하는 입장을 강하게 드러냈다. 정치적으로는 자유주의자로 출발했으나, 잠시 급진주의 쪽으로 기운 뒤 기독교 신자이자 중세 예찬자인 친구 힐레어 벨록과 함께 토지분배를 옹호하는 분배론자가 되었다. 그 당시 그의 사상은 〈세상의 잘못된 점〉(1910)에 잘 나타나 있다.

### 문학비평
2번째 부류는 문학비평이다. 〈로버트 브라우닝론(論)〉(1903)에 뒤이어 〈찰스 디킨스론〉(1906)·〈찰스 디킨스의 작품에 대한 감상과 비평〉(1911)을 썼는데, 이 2권의 디킨스론은 개개의 소설에 부치는 서문 형식으로 되어 있으며, 그의 비평문 중 최고 걸작에 속한다. 〈조지 버나드 쇼론〉(1910)·〈빅토리아 시대의 문학론〉(1913)·〈윌리엄 블레이크론〉(1910)과 그뒤에 쓴 학술논문 〈윌리엄 코벳론〉(1925)·〈로버트 루이스 스티븐슨론〉(1927) 등의 비평서들은 많은 학구적 비평가들에 앞서는 자연스러움을 지니고 있다.

### 종교문학
3번째 부류는 신학과 종교논쟁이다. 1922년 성공회(Anglican)에서 로마 가톨릭교회(Roman Catholic Church)로 회심한 그는 그 전에도 〈정통주의(Orthodoxy)〉(1909)등의 책에서 기독교를 다루긴 했으나, 개종 뒤에 한층 날카로운 논쟁의 글을 썼다. 〈가톨릭 교회와 개종〉, 〈지 케이스 위클리(G. K.'s Weekly)〉지에 발표한 글, 〈공언(公言)과 부정〉에 특히 두드러지게 나타난다. 개종을 계기로 쓴 그밖의 작품은 〈아시시의 성 프란치스코〉(1923), 역사신학 논문 〈영원한 인간〉(1925), 〈성 토마스 아퀴나스〉(1933) 등이 있다.

### 발라드 형식의 대가
선동적인 작품 〈레판토〉에서 볼 수 있듯이 그는 시 부문에서 발라드 형식의 대가였다. 그의 시는 배꼽을 잡게 할 정도로 우습거나, 아니면 당파색과 교훈적인 태도를 숨김없이 드러냈다. 그의 수필은 정말 가장 진지해야 할 부분까지도 불손한 태도로 교묘하고 역설적인 견해를 전개했다. 그는 〈다른 사람의 모자를 뒤쫓는 일〉이라든가 〈넌센스 옹호〉 같은 수필에서 가장 즐거움을 느끼는 듯하다. 〈넌센스 옹호〉에는 넌센스와 진실이 '진리가 내뱉는 2가지의 지고한 상징적 주장'이라거나 '삼단논법으로 사물의 본질을 이끌어내는 것은 갈고리 하나로 거대한 짐승인 리바이어선을 끌어올리는 것만큼 불가능하다'라는 등의 내용이 실려 있다.

### 소설 창작
체스터턴의 소설은 많은 독자들에게 가장 높이 평가받는다. 런던 교외에서 벌어진 내전을 다룬 로맨스 〈노팅힐가(街)의 나폴레옹〉에 뒤이어 느슨하게 짜여진 단편집 〈별난 손님들이 모이는 술집〉과 인기 있는 우화소설 〈목요일의 남자〉를 발표했다. 그러나 소설을 사회적 가치판단과 결부시킨 가장 성공적인 예는 로마 가톨릭 교회의 사제 겸 탐정인 브라운 신부를 등장시킨 연작 〈브라운 신부의 결백 The Innocence of Father Brown〉(1911)·〈지혜 The Wisdom……〉(1914)·〈불신 The Incredulity……〉(1926)·〈비밀 The Secret……〉(1927)·〈브라운 신부의 추문 The Scandal of Father Brown〉(1935)이다. 그는 H. G. 웰스, 조지 버나드 쇼, 힐레어 벨럭, 막스 비어봄 등 다방면의 사람들과 우정을 나누었다. 1936년에 〈자서전〉이 나왔다.